# Isla Magdalena
Isla Magdalena – wyspa w południowym Chile. Leży pomiędzy wybrzeżem kontynentu południowoamerykańskiego, od którego dzielą ją cieśniny Canal Puyuguapi i Canal Jacaf, a archipelagiem Chonos.

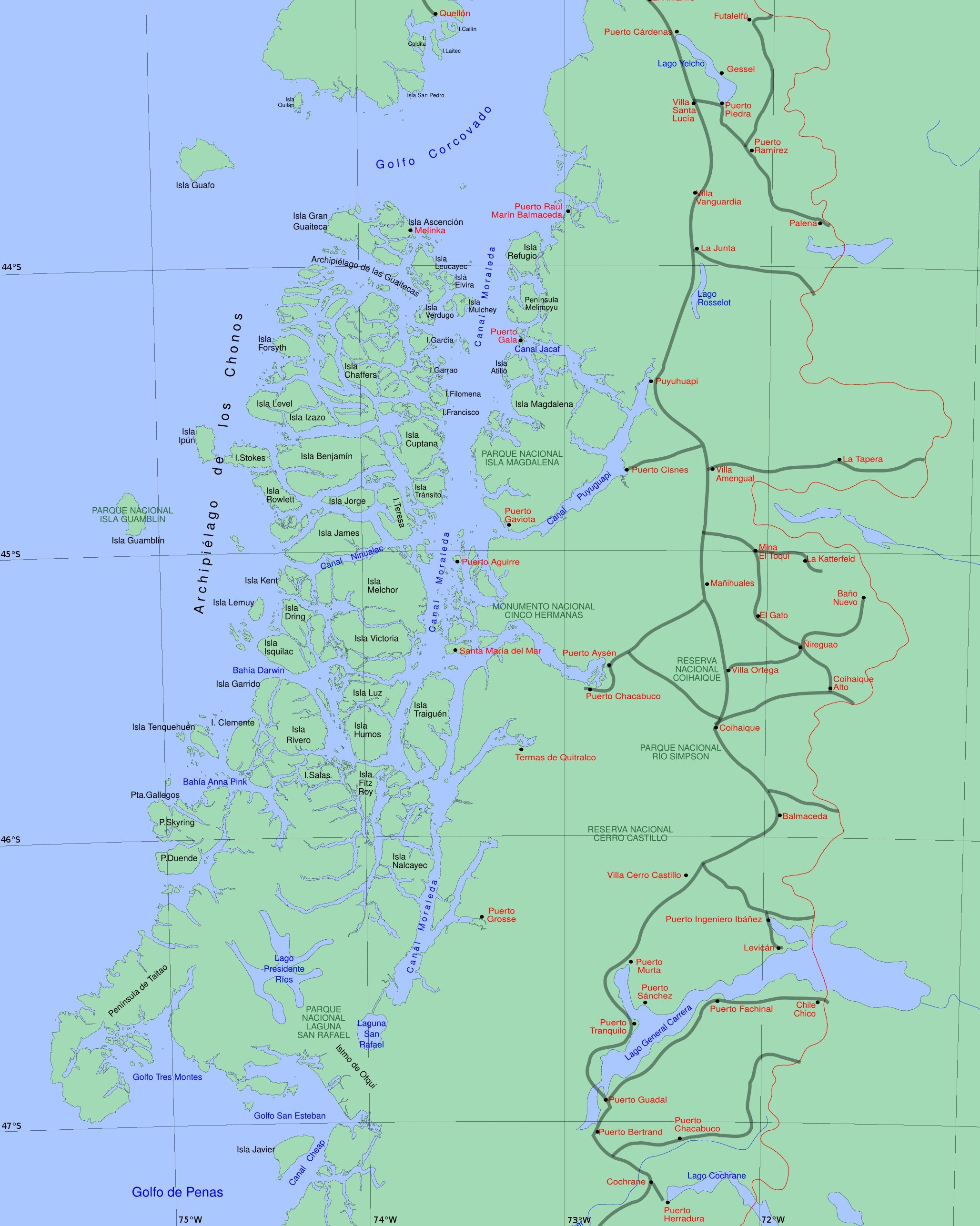
Mapa wybrzeża Chile i przybrzeżnych wysp; Isla Magdalena znajduje się powyżej centrum mapy

Większą część wyspy obejmuje Park Narodowy Isla Magdalena. Największą miejscowością na wyspie jest Puerto Gaviota.
Wyspa ma linię brzegową długości 435,5 km. W centralnej części wyspy wznosi się wygasły wulkan Mentolat o wysokości 1660 m n.p.m., który ostatni raz wybuchł w 1710 r..